# Changxing
Der Kreis Changxing (chinesisch 长兴县, Pinyin Chángxīng Xiàn) ist ein Kreis der bezirksfreien Stadt Huzhou in der chinesischen Provinz Zhejiang. Die Fläche beträgt 1.436 Quadratkilometer und die Einwohnerzahl 673.776 (Stand: Zensus 2020).
Die Stätte der Jiangsu-Zhejiang Militärregion der Neuen Vierten Armee (Xinsijun Su Zhe junqu jiuzhi 新四军苏浙军区旧址) und die Teetributsinstitution und Felsinschriften im Dorf Guzhu (Guzhu gongchayuan ji moya 顾渚贡茶院遗址及摩崖) aus der Zeit der Tang-Dynastie stehen seit 2001 bzw. 2006 auf der Liste der Denkmäler der Volksrepublik China.

## Administrative Gliederung
Auf Gemeindeebene setzt sich der Kreis Changxing aus zehn Großgemeinden und sechs Gemeinden zusammen. Diese sind:
- Großgemeinde Zhicheng 雉城镇
- Großgemeinde Hongqiao 洪桥镇
- Großgemeinde Lincheng 林城镇
- Großgemeinde Si’an 泗安镇
- Großgemeinde Xiaopu 小浦镇
- Großgemeinde Heping 和平镇
- Großgemeinde Meishan 煤山镇
- Großgemeinde Jiapu 夹浦镇
- Großgemeinde Hongxingqiao 虹星桥镇
- Großgemeinde Lijiagang 李家巷镇

- Gemeinde Shuikou 水口乡
- Gemeinde Lüshan 吕山乡
- Gemeinde Wushan 吴山乡
- Gemeinde Baixian 白岘乡
- Gemeinde Huaikan 槐坎乡
- Gemeinde Erjieling 二界岭乡